# 卡门·巴尔德斯
卡门·巴尔德斯（西班牙語：Carmen Valdés，1954年11月23日—），古巴女子田径运动员。她曾代表古巴参加1972年和1976年夏季奥林匹克运动会田径比赛，其中1972年奥运会获得一枚铜牌。